# La Perle (motorfiets)
La Perle is een Belgisch historisch merk van motorfietsen.
Ze werden van 1949 tot 1956 geproduceerd door Ets. Van Haver Frères SPRL (vanaf 1956: Ets. Terrot-La Perle) in Sint-Niklaas-Waas.
La Perle produceerde lichte motorfietsjes met 98cc-Sachs-tweetaktmotortjes en een parallelvoorvork zonder achtervering. Ze moesten worden aangefietst.
Daarnaast produceerde het bedrijf in licentie Franse Terrot-fietsen met hulpmotor, maar ook fietsen van Royal LM, Derby en Mondial. De gemotoriseerde fietsen werden onder de naam "Victoria" verkocht.
In 1956, het laatste productiejaar, kwamen er motorfietsjes met zwaardere (150 en 175 cc) Sachs-blokjes.